# Grande-Bretagne aux Jeux paralympiques d'été de 1968
La Grande-Bretagne participe aux Jeux paralympiques d'été de 1968 à Tel Aviv. Elle y remporte soixante neuf médailles : vingt neuf en or, vingt en argent et vingt en bronze, se situant à la deuxième place des nations au tableau des médailles. La délégation britanniques regroupe 75 sportifs.